# 黑彼得探案
《黑彼得探案》是柯南·道爾所著的福爾摩斯探案的56個短篇故事之一，收錄於《福爾摩斯歸來記》。

## 故事簡介
性格乖戾的凱瑞船長，人稱「黑彼得」，被發現在家中離奇死亡，警方費盡心思都查不到兇手，只好請福爾摩斯協助。福爾摩斯到案發現場調查後，略有頭緒，但警方突然查到一名男子曾出現在死者家中，於是將該名男子拘捕。該男子指自己是銀行家後代，先父與一批股票多年前失蹤，近日該批股票在市場重現，查清楚後發現與黑彼得有關，所以曾到黑彼得家中查問，與兇手案無關。不過此事印證了福爾摩斯的想法，兇手案與金錢瓜葛有關，他登報尋找一名水手，該名水手曾經與黑彼得共事，知道黑彼得偷走了一批股票的秘密，欲找黑彼得分贓時，殺死了黑彼得。